# Монахове
Мона́хове — селище Макіївської міської громади Донецького району Донецької області, Україна. Населення становить 169 осіб. Відстань до Макіївки становить близько 24 км і проходить автошляхом місцевого значення.

## Населення

### Мова
Розподіл населення за рідною мовою за даними перепису 2001 року:
| Мова       | Кількість | Відсоток |
| ---------- | --------- | -------- |
| українська | 119       | 70.41%   |
| російська  | 17        | 29.00%   |
| білоруська | 1         | 0.59%    |
| Усього     | 169       | 100%     |

За даними перепису 2001 року населення селища становило 169 осіб, із них 70,41% зазначили рідною мову українську, 28,99% — російську та 0,59% — білоруську.